# Corpus (Bernini)
Il Corpus (Cristo crocifisso) è una scultura a grandezza naturale in bronzo, attribuita a Gian Lorenzo Bernini. Databile al 1650, Bernini l'avrebbe conservata nella sua collezione privata per 25 anni.

## Storia
Il Corpus era considerato uno dei "capolavori da tempo perduti" dell'artista. Si ritiene che l'artista avesse fuso tre versioni del Cristo crocifisso. Una venne distrutta durante la Rivoluzione francese, un'altra apparteneva alla collezione della famiglia reale spagnola, e una terza versione è attestato si trovasse a Perugia, prima di sparire nel 1790. 
Considerato perduto per oltre un secolo, Corpus emerse a Venezia nel 1908. In seguito fu acquistata da dei privati statunitensi, ma fu erroneamente creduta della scuola del Giambologna. In un'asta nel 1975, non fu acquistata all'irrisorio prezzo di $200. Dal 2002 si è ipotizzato fosse opera del Bernini e l'attribuzione è stata confermata solo nel 2005. Il Corpus oggi canadese è stata a lungo ritenuto opera di un ignoto artista francese. Nel 2004, a seguito di nuovi dettagliati studi sul bronzo, Corpus è stato attribuito a Bernini.
Nel gennaio del 2007, l'imprenditore edile Murray Frum ha condotto una trattativa ed acquistato la scultura da un mercante d'arte negli Stati Uniti; quindi ha deciso di donarla alla Art Gallery of Ontario. Attualmente, Corpus ha un valore stimato in $50 milioni.